# Lucky Luke (film, 2009)
Pour les articles homonymes, voir Lucky Luke (homonymie).
Pour plus de détails, voir Fiche technique et Distribution.
Lucky Luke est une comédie franco-argentine réalisé par James Huth, sorti en 2009.
Il s'agit d'une adaptation sur grand écran de la bande dessinée Lucky Luke de René Goscinny et Morris.
Délégué par le président américain Winston H. Jameson pour sécuriser Daisy Town afin de pouvoir faire la jonction du chemin de fer est-ouest, Lucky Luke retourne dans sa ville natale désormais dominée par l'escroc Pat Poker. Hanté par de vieux démons, il voit ses ambitions d'y faire le ménage bientôt contrariées par l'arrivée de vieux ennemis.

## Synopsis
Vivant à proximité de Daisy Town, le jeune John Luke voit ses parents se faire assassiner par un groupe de bandits surnommé le "Gang des Tricheurs". Il parvient à leur échapper miraculeusement avant d'être pris sous l'aile protectrice d'un vieil ami de la famille : Dick Digger. Ce dernier constate rapidement que le jeune garçon a eu beaucoup de chance d'avoir échappé au "Gang des Tricheurs" qui d'habitude ne laissent pas de survivant et le rebaptise officiellement "Lucky Luke".
Des années plus tard, Lucky Luke, qui sillone le désert en compagnie de son fidèle cheval Jolly Jumper se voit délégué d'une mission par le président américain Winston H. Jameson : rétablir l'ordre à Daisy Town afin de pouvoir faire la jonction du chemin de fer est-ouest. Lucky Luke accepte la mission et retrouve à l'occasion Morris Austin Cooper, gouverneur de l'Utah ainsi que son parrain qui lui conseille de ne pas retourner à Daisy Town après le traumatisme qu'il a vécu durant son enfance. Lucky Luke s'y rend tout de même et commence à faire le ménage avec une efficacité redoutable en arrêtant tous les desperados qui gangrènent la ville. Il y rencontre Pat Poker, un joueur de cartes et escroc qui a la main mise sur Daisy Town et lui rappelle à plusieurs reprises la mort de ses parents pour le déstabiliser, en vain. Peu après, Pat Poker engage Billy The Kid pour tuer Lucky Luke. Ce dernier débarque en ville, mais finit par se faire arrêter à son tour par Lucky Luke. Ce dernier, perdant patience contre Pat Poker, décide de l'affronter dans un duel qui s'achève par la mort apparente de Poker, tué par Lucky Luke. Profondément choqué d'avoir trahi son serment de ne jamais tuer qui que ce soit, Lucky Luke abandonne son poste de shériff et tente dans un premier temps de se suicider en s'allongeant sur les rails d'une ligne de chemins de fer avant d'être ramené à la raison par Jolly Jumper qui révèle sa capacité à parler.
Lucky Luke retourne ensuite dans la ferme de son enfance et se remémore de vieux souvenirs avant d'abandonner son colt sur la tombe de ses parents, désirant changer de vie. Il revient ensuite à Daisy Town où il tente d'encourager les habitants à ce que quelqu'un devienne le nouveau shériff, mais se fait capturer par les despérados lorsqu'ils réalisent qu'il est désarmé. Sur le point d'être pendu, le cowboy ne doit son salut qu'à l'arrivée de Calamity Jane, bientôt rejointe par Jesse James. Ce dernier, estimant que Lucky Luke mérite de mourir en légende, lui donne quarante-huit heures pour se remettre sur pieds avant de l'affronter dans un duel qui fera de lui le plus grand bandit de l'ouest. Pendant que Jesse et Billy se chargent de devenir les nouveaux shériffs de Daisy Town où la criminalité explose depuis la nouvelle de l'abandon des armes de Lucky Luke, ce dernier est ramené par Calamity dans la maison où il a grandi avant d'être pris en charge par Belle Starr, une danseuse de saloon rencontrée quelque temps plus tôt et dont le cow-boy est tombé sous le charme. Mais alors qu'ils vivent une idylle passionnée, Phil Defer débarque pour tenter de tuer Lucky Luke. Belle est blessée durant l'attaque avant que Calamity Jane neutralise le bandit et soigne la jeune femme.
Lucky Luke rend ensuite visite à Cooper qui lui offre de quoi voyager jusqu'en Europe afin de commencer une nouvelle vie avec Belle. Le couple quitte alors la ferme afin de se rendre à leur destination, mais sont rattrapés par Jesse James durant leur voyage, qui force Lucky Luke à reprendre son colt afin de l'affronter comme convenu. Lucky Luke refuse et parvient à neutraliser Jesse James avant d'être pris sous la menace de son propre revolver par Billy The Kid qui lui tire dessus. Mais l'arme ne contient que des balles à blanc. Billy avouant que personne n'a touché au revolver depuis que Jesse l'a récupéré sur la tombe, Lucky Luke comprend alors qu'il a été dupé et qu'il s'agissait en fait d'un coup de Pat Poker qui a obligé Belle à changer les balles de son arme pour mieux simuler sa mort. Résolu à reprendre sa mission initiale en cours, Lucky Luke récupère son colt, abandonne froidement Belle (malgré le fait qu'elle ait des remords) et se rend à la gare pour l'inauguration du rail avant de constater que le train a été attaqué et que le président a été enlevé. Découvrant que tout est une mise en scène destinée à faire passer des indiens comme responsable alors qu'il s'agit de l’œuvre de Pat Poker, Lucky Luke se lance à la recherche du président et est ensuite rejoint par Calamity Jane, Jesse James et Billy The Kid qui l'accompagnent jusqu'au repaire secret de Pat Poker, dissimulé dans un bandit manchot géant.
Lucky Luke parvient à rentrer à l'intérieur et est capturé en assistant à une partie de cartes truquée entre Pat Poker et le président dont la mise à prix est la vie de ce dernier. Calamity Jane, Jesse James et Billy arrivent alors à leur tour et renversent la balance, parvenant à emmener le président avec eux lors d'une fusillade avec les hommes de Pat Poker. Ce dernier tente de s'éclipser mais Lucky Luke parvient à le neutraliser avant de se lancer à la poursuite d'un mystérieux tireur qui se révèle être Cooper. Lucky Luke comprend alors qu'il faisait partie du "Gang des Tricheurs" qui a tué ses parents et se retrouve face à lui avant de réaliser grâce à un jeu de miroirs qu'il fait face à son reflet, ayant remarqué la forme inversée du "C" sur son chapeau.
De retour à Daisy Town, Cooper et Pat Poker sont emmenés pour être jetés en prison tandis que Belle vient faire ses adieux à Lucky Luke en l'informant qu'elle part en voyage. Un commentaire de cette dernière fait réaliser à un Lucky Luke perturbé qu'elle se nomme en réalité Eleanor, une fille qui était amoureuse de lui durant son enfance et qu'il avait sèchement repoussé. Après avoir accepté les excuses de son ancien amour, Belle l'embrasse une dernière fois et s'en va. Quand Jesse James et Billy The Kid s'en vont à leur tour, ils avertissent Lucky Luke qu'ils se retrouveront. Mais au moment où le président s'apprête à le récompenser, le cowboy est déjà loin, partant vers le soleil couchant en compagnie de Jolly Jumper.

## Fiche technique
Sauf indication contraire, les informations mentionnées dans cette section peuvent être confirmées par la base de données cinématographiques IMDb,  présente dans la section « Liens externes ».
- Titre original : Lucky Luke
- Réalisation : James Huth
- Scénario : James Huth, Jean Dujardin et Sonja Shillito, d'après les personnages créés par Morris avec la participation de René Goscinny
- Musique : Bruno Coulais
- Direction artistique : Vera Español
- Décors : Pierre Quefféléan
- Costumes : Olivier Bériot
- Photographie : Stéphane Le Parc
- Son : Cyril Holtz, Damien Lazzerini, Quentin Belarbi
- Montage : Frédérique Olszak et Antoine Vareille
- Production : Yves Marmion et Saïd Ben Saïd
  - Production exécutive : José Luis Almada et Óscar Kramer
  - Production déléguée : Sonja Shillito
- Sociétés de production[1] : UGC YM et UGC Images, en coproduction avec France 2 Cinéma, France 3 Cinéma et Captain Movies, avec la participation de Canal+ et CinéCinéma, en association avec Sofica UGC 1, avec le soutien de la Société des Producteurs de Cinéma et de Télévision et Angoa-Agicoa
- Sociétés de distribution[2] : UGC Distribution (France) ; Les Films de l'Élysée (Belgique) ; TVA Films (Québec) ; JMH Distributions SA (Suisse romande)
- Budget : 27 010 397 €[3]
- Pays de production :  France,  Argentine
- Langue originale : français
- Format[4] : couleur - 35 mm - 2,35:1 (Cinémascope) - son Dolby Digital
- Genre : comédie, aventures, western
- Durée : 104 minutes[2]
- Dates de sortie[5] :
  - France, Belgique, Suisse romande : 21 octobre 2009[6],[7]
  - Québec : 29 janvier 2010[8]
- Classification[9] :
  - France : tous publics (conseillé à partir de 10 ans)[10],[11]
  - Belgique : tous publics (Alle Leeftijden)[6]
  - Québec : tous publics (G - General Rating)[8]
  - Suisse romande : interdit aux moins de 7 ans[12]

## Distribution
- Jean Dujardin : John Luke, dit Lucky Luke
- Michaël Youn :  Billy the Kid
- Sylvie Testud : Calamity Jane
- Daniel Prévost : Pat Poker
- Alexandra Lamy : Eleanor, dite Belle Starr
- Melvil Poupaud : Jesse James
- Jean-François Balmer : Morris Austin Cooper, gouverneur de l'Utah et parrain de Lucky Luke (qui l'appelle « Coop »)
- André Oumansky : le président Winston H. Jameson
- Bruno Salomone : Jolly Jumper (voix)
- Daniel Campomenosi : le Docteur Doxey
- Alberto Laiseca : Dick Digger[13]
- Claudio Weppler : Phil Defer
- Chloé Jouannet : Eleanor enfant
- Horacio Marassi : colonel McStraggle
- Mathias Sandor : John enfant
- Gabriel Corrado : le père de John
- Carolina Presno : la mère de John
- Pompeyo Audivert : le croque-mort

## Accueil

### Accueil critique
Le film est très mal reçu par le public avec une note de 1,5 / 5 sur AlloCiné. Si l'aspect visuel et le jeu des acteurs sont acclamés, les principaux reproches concernent les faiblesses du scénario.

## Autour du film
- Ce film est la deuxième participation de Jean Dujardin dans l'univers de Lucky Luke : il tenait le rôle d'un cow-boy très moqueur dans le film Les Dalton de Philippe Haïm en 2004.
- Mathilde Seigner devait au départ interpréter Calamity Jane.
- Le film a été tourné en 14 semaines en Argentine[14].
- Au tout début du film, on peut voir l'inscription « Rail Force One » sur la locomotive du président des États-Unis, en clin d'œil à l'avion présidentiel américain Air Force One.
- Quand Billy The Kid arrive en ville, on peut apercevoir le nom du réalisateur "James Huth" sur la façade du bâtiment derrière la diligence.
- Tout comme dans la bande dessinée, les noms des inscriptions sont tantôt en anglais, tantôt en français (Chiens Chauds/Hot Dog etc).
- On pourra noter l'apparition de la première esquisse de Lucky Luke quand Jean Dujardin parle de ses talents à Jean-François Balmer.
- Sur l'endos du  billet de bateau que Cooper donne à Lucky Luke, on peut lire le nom du bateau, Le Beauregard. En référence au film Mon nom est personne où Jack Beauregard prend lui aussi un bateau pour l'Europe pour fuir les criminels.
- Lors de l'embuscade suivant l'arrivée de Billy The Kid, Lucky Luke envoie la réplique "dans ma ville il y a des cactus" référence possible à la chanson Les Cactus de Jacques Dutronc.
- Lorsque Billy The Kid frappe dans une boîte de conserve au milieu du désert ; il s'agit d'une boite de crabe (référence à l'album de Tintin Le Crabe aux pinces d'or).
- John Wayne et Rantanplan sont crédités dans le générique de fin en tant que « pas dans le film ».
- Si Pat Poker, Billy the Kid, Calamity Jane, Jesse James et Belle Star ont une place importante dans le film, de nombreux autres personnages de la BD font une apparition éclair comme Dick Digger, le Docteur Doxey ou encore Phil Defer. D'autres, tels que les Dalton, Sarah Bernhardt et Mad Jim (le seul homme que Lucky Luke a tué) sont simplement mentionnés.
- La chanteuse québécoise Térez Montcalm interprète trois chansons originales du film : Mon Lonesome Cowboy et High Noon ou Si toi aussi tu m'abandonnes.
- Bien que mentionné une seule fois durant le film, le prénom de Cooper, Morris, est évidemment un clin d’œil au dessinateur, créateur du personnage de Lucky Luke.